# 克尼亞濟夫西克
48°51′50″N 24°8′36″E / 48.86389°N 24.14333°E
克尼亞濟夫西克（烏克蘭語：Князівське），是烏克蘭西部的村莊，隸屬伊萬諾-弗蘭科夫斯克州的卡盧什區。該村始建於1312年，面積13.4平方公里，2001年人口875，人口密度每平方公里65.4人。